# Manfred Zsak
Manfred Zsak (ur. 22 grudnia 1964 w Mödling) – piłkarz austriacki grający na pozycji obrońcy lub pomocnika.

## Kariera klubowa
Karierę piłkarską Zsak rozpoczął w wiedeńskim klubie Admira Wacker. W sezonie 1982/1983 zadebiutował w jego barwach w austriackiej Bundeslidze. Zawodnikiem Admiry był do lata 1987 roku.
W 1987 roku Zsak został piłkarzem Austrii Wiedeń, w której podobnie jak w Admirze, grał w pierwszym składzie. W 1990 roku wystąpił w wygranym 3:1 finale Pucharu Austrii z Rapidem Wiedeń. W 1991 roku wywalczył swój pierwszy w karierze tytuł mistrza kraju, a w latach 1992–1993 obronił z Austrią tytuł mistrzowski. W latach 1992 i 1994 ponownie zdobył krajowy puchar (w finałach Austria wygrywała odpowiednio 1:0 z Admirą Wacker i 4:0 z FC Linz). W Austrii przez 9 sezonów rozegrał 250 meczów i strzelił 50 goli.
Latem 1996 roku Zsak przeszedł do Grazeru AK, ale po rozegraniu 3 meczów wrócił do Admiry Wacker, z którą na koniec sezonu 1996/1997 spadł do drugiej ligi. W kolejnych latach grał w amatorskich zespołach: SV Schwechat, ASK Bad Vöslau i SV Rust. Będąc piłkarzem tego ostatniego zakończył karierę w 2004 roku.
| Sezon   | Klub                  | Kraj    | Rozgrywki  | Mecze | Bramki |
| ------- | --------------------- | ------- | ---------- | ----- | ------ |
| 1982/83 | Admira Wacker Wiedeń  | Austria | Bundesliga | ?     | ?      |
| 1983/84 | Admira Wacker Wiedeń  | Austria | Bundesliga | ?     | ?      |
| 1984/85 | Admira Wacker Wiedeń  | Austria | Bundesliga | ?     | ?      |
| 1985/86 | Admira Wacker Wiedeń  | Austria | Bundesliga | ?     | ?      |
| 1986/87 | Admira Wacker Wiedeń  | Austria | Bundesliga | ?     | ?      |
| 1987/88 | Austria Wiedeń        | Austria | Bundesliga | 33    | 7      |
| 1988/89 | Austria Wiedeń        | Austria | Bundesliga | 35    | 6      |
| 1989/90 | Austria Wiedeń        | Austria | Bundesliga | 32    | 10     |
| 1990/91 | Austria Wiedeń        | Austria | Bundesliga | 31    | 7      |
| 1991/92 | Austria Wiedeń        | Austria | Bundesliga | 35    | 5      |
| 1992/93 | Austria Wiedeń        | Austria | Bundesliga | 31    | 8      |
| 1993/94 | Austria Wiedeń        | Austria | Bundesliga | 31    | 4      |
| 1994/95 | Austria Wiedeń        | Austria | Bundesliga | 22    | 3      |
| 1995/96 | Austria Wiedeń        | Austria | Bundesliga | 0     | 0      |
| 1996/97 | Grazer AK             | Austria | Bundesliga | 3     | 1      |
| 1996/97 | FC Linz               | Austria | Bundesliga | 26    | 2      |
| 1997/98 | Admira Wacker Mödling | Austria | Bundesliga | 17    | 4      |

## Kariera reprezentacyjna
W reprezentacji Austrii Zsak zadebiutował 15 października 1986 roku w wygranym 3:0 spotkaniu eliminacji do Euro 88 z Albanią. W 1990 roku został powołany do kadry na Mistrzostwa Świata we Włoszech. Tam był podstawowym zawodnikiem i wystąpił w 3 spotkaniach grupowych: z Włochami (0:1), Czechosłowacją (0:1) i Stanami Zjednoczonymi (2:1). Od 1986 do 1993 roku rozegrał w kadrze narodowej 49 spotkań i zdobył 5 goli.

## Kariera trenerska
Po zakończeniu kariery piłkarskiej Zsak został trenerem. Prowadził między innymi SV Rust, a następnie zaczął pracować w Austriackim Związku Piłki Nożnej. Był selekcjonerem reprezentacji Austrii U-16 i U-21. Od 2009 roku jest asystentem selekcjonera Dietmara Constantiniego w reprezentacji Austrii.